# دوندو (آنگولا)
دوندو (به انگلیسی: Dundo (Chitato)) شهری در استان لوندای شمالی واقع در کشور آنگولا است که در سال ۲۰۰۹ میلادی ۴۰٬۰۵۵ نفر جمعیت داشته است.